# Cilium perrieri
Cilium perrieri là một loài bọ cánh cứng trong họ Cerambycidae.